# 秩父郵便局
秩父郵便局（ちちぶゆうびんきょく）は埼玉県秩父市にある郵便局。民営化前の分類では集配普通郵便局であった。

## 概要
住所：〒368-8799 埼玉県秩父市上宮地町3-16

## 沿革
- 1872年8月4日（明治5年7月1日） - 大宮郵便取扱所として開設[1]。
- 1875年（明治8年）1月1日 - 大宮郵便局（五等）となる。
- 1880年（明治13年） - 為替取扱を開始。
- 1881年（明治14年）7月12日 - 大宮郷郵便局に改称。同年、貯金取扱を開始。
- 1892年（明治25年）3月1日 - 大宮郷郵便電信局となる。
- 1903年（明治36年）4月1日 - 通信官署官制の施行に伴い大宮郷郵便局となる。
- 1911年（明治44年）8月21日 - 秩父大宮郵便局に改称。
- 19xx年 - 秩父郵便局に改称。
- 1956年（昭和31年）11月1日 - 電話通話および和文電報受付事務の取扱を開始[2]。
- 1959年（昭和34年）6月1日 - 尾田蒔簡易郵便局の廃止に伴い、取扱事務を承継。
- 1971年（昭和46年）9月30日 - 秩父鉄道線を経由する鉄道郵便輸送（熊谷荒川線）が廃止[3]。専用自動車に転換。
- 1979年（昭和54年）2月26日 - 秩父市番場町から同市上宮地町に移転。
- 1991年（平成3年）10月1日 - 外国通貨の両替および旅行小切手の売買に関する業務取扱を開始。
- 2003年（平成15年）5月31日 - 久那簡易郵便局の一時閉鎖[4]に伴い、取扱事務を承継。
- 2006年（平成18年）10月16日 - 影森郵便局から集配業務を移管[5]。
- 2007年（平成19年）10月1日 - 民営化に伴い、併設された郵便事業秩父支店に一部業務を移管。
- 2012年（平成24年）10月1日 - 日本郵便株式会社発足に伴い、郵便事業秩父支店を秩父郵便局に統合。

## 取扱内容
- 郵便、印紙、ゆうパック、内容証明
- 貯金、為替、振替、振込、国際送金、外貨両替・トラベラーズチェック、国債、投資信託
- 生命保険、バイク自賠責保険、自動車保険
- ゆうちょ銀行ATM
- 秩父市の一部地域（平成の大合併前の旧・秩父市域および旧・荒川村域の一部地域）および秩父郡横瀬町（「368-00xx」「368-85xx」「368-86xx」「368-87xx」「369-18xx」区域）の集配業務
- ゆうゆう窓口

## 風景印
- 図案は『武甲山』・『秩父神社』・『秩父祭りの屋台』・『きぶね菊』
- 使用開始日は1989年（平成元年）2月25日

## 周辺
- 秩父警察署
- 秩父神社
- 道の駅ちちぶ
- 国道140号
- 荒川

## アクセス
- 秩父鉄道秩父線 秩父駅から徒歩約9分
- 西武観光バス 虚空蔵入口停留所下車
- 国道299号沿い
- 駐車場あり：25台